# Anglo Platinum
Pour les articles homonymes, voir Platinum.
Anglo platinum est le plus important producteur de platine au monde. Son siège social est situé en Afrique du Sud. L'entreprise est cotée à la Bourse de Johannesbourg et à celles de Londres.

## Historique
En 1995, le groupe Johannesburg Consolidated Investments dissocie ses activités; l'entreprise Amplats est créé, et peu après intègre le groupe Anglo American.